# 西安岐町
西安岐町（にしあきまち）は、大分県東国東郡にあった村。現在の国東市の一部にあたる。

## 地理
国東半島の東部、安岐川の下流域に位置していた。

## 歴史
- 1889年（明治22年）4月1日、町村制の施行により、東国東郡掛樋村、山浦村、吉松村、瀬戸田村、成久村、中園村が合併して村制施行し、西安岐村が発足[1][2]。旧村名を継承した掛樋・山浦・吉松・瀬戸田・成久・中園の6大字と、油留木（元掛樋村字油留木）を加えた7大字を編成[2]。
- 1923年（大正12年）4月1日、町制施行し西安岐町となる[1][2]。
- 1954年（昭和29年）3月31日、東国東郡安岐町、南安岐村、西武蔵村、朝来村、奈狩江村（一部）と合併し安岐町が存続して廃止された[1][2]。

## 産業
- 農業[2]